# Leon Rippy
Leon Rippy, né le 30 octobre 1949 à Rock Hill (Caroline du Sud), est un acteur américain.

## Filmographie

### Années 1980
- 1983 : Chiefs (feuilleton TV) : Tommy Allen
- 1984 : Tales of the Third Dimension
- 1984 : Charlie (Firestarter) : Blinded Agent
- 1984 : Chain Gang
- 1984 : Hyperspace : Roy
- 1985 : Marie : Gary Gerbitz
- 1985 : La Couleur pourpre (The Color Purple) : Store Clerk
- 1986 : Nord et Sud 2 (feuilleton TV) : Sanders
- 1986 : Le Contrat (Raw Deal) : Man in Tux
- 1986 : Maximum Overdrive : Brad
- 1986 : Sans pitié (No Mercy) : Man #2
- 1986 : King Kong 2 (King Kong Lives) : Hunter
- 1987 : The Rutherford County Line
- 1987 : Faux témoin (The Bedroom Window) : Seedy Bartender
- 1988 : Illégalement vôtre (Illegally Yours) : Prosecutor
- 1988 : Born to Race : Joel
- 1988 : Poursuite en Arizona (The Tracker) (TV) : Chub Dumont
- 1988 : Traxx : Killer
- 1988 : Track 29 : Trucker
- 1988 : Jesse (TV)

### Années 1990
- 1990 : Loose Cannons : Weskit
- 1990 : Moon 44 : Master Sergeant Sykes
- 1990 : Young Guns 2 (Young Guns II) : Bob Ollinger
- 1990 : Hot Spot : Deputy Tate
- 1991 : Hard Time Romance : Hugh Dean Simpson
- 1991 : Eye of the Storm : Sheriff
- 1992 : Arizona Rider (Beyond the Law) : Virgil
- 1992 : Kuffs : Kane
- 1992 : Universal Soldier : Woodward
- 1993 : A Perry Mason Mystery: The Case of the Wicked Wives (TV) : Tex
- 1994 : Stargate, la porte des étoiles (Stargate) : General West
- 1996 : L'Avènement (The Arrival) : DOD #1
- 1997 : Still Movin' : Mr. Jennings
- 1997 : Le Visiteur ("The Visitor") (série télévisée) : Agent Nicholas LaRue
- 1997 : Minuit dans le jardin du bien et du mal (Midnight in the Garden of Good and Evil) : Detective Boone
- 1999 : Passé virtuel (The Thirteenth Floor) : Jane's Lawyer
- 1999 : Walker, Texas Ranger (série télé, dans quelques épisodes) : Chastain

### Années 2000
- 2000 : The Patriot : John Billings
- 2001 : The Man with No Eyes : Father Patrick
- 2002 : Arac Attack, les monstres à 8 pattes (Eight Legged Freaks) : Wade
- 2003 : La Vie de David Gale (The Life of David Gale) : Braxton Belyeu
- 2004 : Alamo (The Alamo) : Sgt. William Ward
- 2007 : Saving Grace (série TV) : Earl

### Années 2010
- 2011-2012 : Leverage (Série TV) : Jack Latimer / L'Homme Mystère
- 2012 : Alcatraz (série TV)
- 2013 : Under the Dome : Ollie
- 2016 : 11/22/63 (mini-série TV) : Harry Dunning
- 2016 : Blacklist : Le chasseur
- 2019 : Deadwood le film : Tom Nuttall

## Nomination
- 2007 Screen Actors Guild Awards (Meilleur casting) avec Deadwood